# Emil Ochyra
Emil Ochyra   (Rozbórz, 12 de juliol de 1936 - Varsòvia, 26 de maig de 1980)

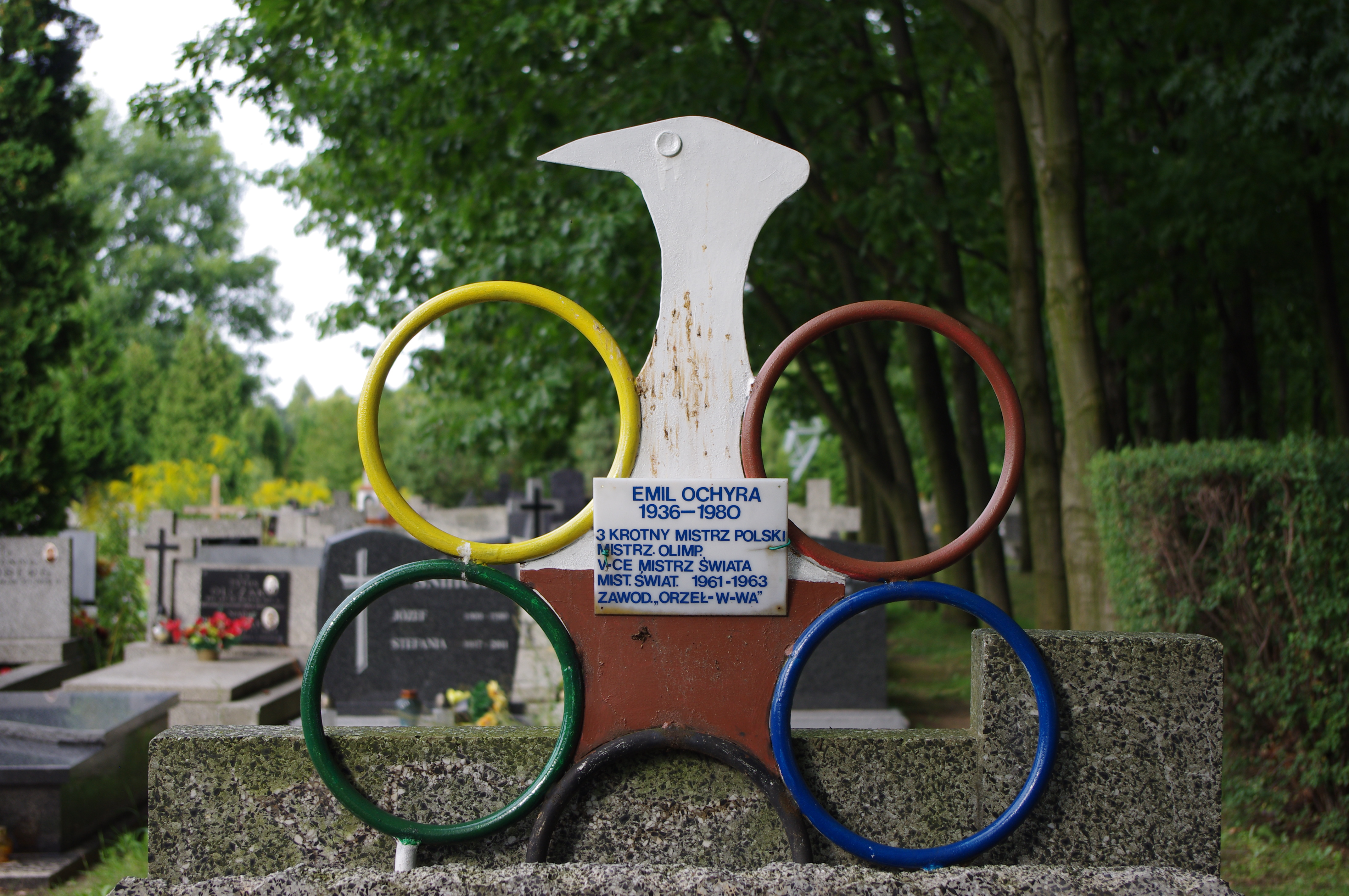
Tomba de l'esgrimista Emil Ochyra al cementiri municipal del nord de Varsòvia.

va ser un tirador d'esgrima polonès, especialista en sabre, que va competir durant les dècades de 1950 i 1960.
El 1960 va prendre part en els Jocs Olímpics d'Estiu de Melbourne, on guanyà la medalla de plata en la prova de sabre per equips del programa d'esgrima. Quatre anys més tard, als Jocs de Tòquio, va disputar dues proves del programa d'esgrima. Guanyà la medalla de bronze en la prova de sabre per equips, mentre en la de sabre individual fou cinquè. El 1968, a Ciutat de Mèxic, disputà els seus tercers, i darrers, Jocs Olímpics. Fou cinquè en la prova de sabre per equips, mentre en la de sabre individual quedà eliminat en sèries.
En el seu palmarès també destaquen cinc medalles al Campionat del món d'esgrima, quatre d'or i una de plata, entre les edicions de 1959 i 1963. Va ser campió de Polònia el 1959, 1960 i 1964.